# Sabatera d’agulles llisa d’alzina
La sabatera d'agulles llisa d'alzina (Sarcodon cyrneus) és una espècie de fong de l'ordre dels teleforals (Thelephorales). És una sabatera d'agulles de boscos de planifolis de la terra baixa, en sòls silicis.

## Morfologia
Barret més aviat menut, de fins a 12 cm de diàmetre; lobulat, deprimit al centre; superfície llisa, seca, lluent però lleugerament vellutada en el jove i escamosa en el vell; bru vermellós en el centre, rosat al marge; marge prim, involut.
Agulletes de fins a 3 mm de longitud; en el jove blanc rosades, brunenques i amb les puntes més clares en madurar.
Cama curta, de fins a 5 cm de longitud; gris fosca en els joves i, sovint, amb tons blavosos, més clara en el vell, recoberta de fines granulacions i agulletes.
Carn ferma, de color rosat, amb tons vinosos al barret i fosca al peu on pot ser blavosa; molt amarga al tast.

## Hàbitat
Comú, a finals de tardor, de sòls silícics, associat a planifolis de la terra baixa; en alzinars, suredes i brolles

## Comentaris
Aquest bolet sovint s'ha confós amb la sabatera d'agulles fissurada (Hydnellum glaucopus) que és molt semblant i es troba en boscos de coníferes.
En indrets més frescals i humits, com castanyedes i rouredes, es troba la sabatera d'agulles de carn violeta (Hydnellum joeides) que es distingeix per tenir la carn de color rosa lilós, que, en contacte amb l'aire, es torna violeta vermellós.

## Comestibilitat
No és comestible, el gust fortament amargant de la carn el fa totalment immenjable.